# East Finchley (metrostation)
East Finchley is een station van de metro van Londen aan de Northern Line. Het station, dat in 1867 is geopend, ligt in de wijk Finchley.

## Geschiedenis

### Edgware, Highgate and London Railway
In 1861 begon de Edgware, Highgate and London Railway (EH&LR) met de bouw van een voorstadslijn tussen Finsbury Park en Edgware door de heuvels ten noorden van Londen, de Northern Heights, en het nog landelijke Middlesex ten noorden van Finchley. De EH&LR werd in juli 1867 opgekocht door de Great Northern Railway (GNR) en op 22 augustus 1867 werd de lijn geopend.
Rond de eeuwwisseling lagen verschillende projecten voor elektrische metrolijnen op stapel, waaronder de Great Northern and City Railway (GN&CR). Deze laatste werd gebouwd met grootprofiel tunnels met de bedoeling om treinen van de Great Northern Railway door te laten rijden tot in het centrum. De GNR en GN&CR werden het niet eens zodat er geen verbinding tussen die lijnen kwam en de, in 1904 geopende, GN&CR, de latere Northern City Line, een ondergronds eindpunt kreeg bij Finsbury Park. Het gevolg was ook dat de treinen van de EH&LR niet tot in de binnenstad konden doorrijden en door de nieuwe woonwijken langs de EH&LR Finsbury Park een steeds groter knelpunt voor overstappers werd. De GNR verzette zich met succes tegen het doortrekken van metrolijnen naar het noorden omdat die reizigers zouden afsnoepen van haar voorstadsdiensten. Na de Eerste Wereldoorlog werden de Britse spoorwegen gereorganiseerd waardoor in 1923 de GNR opging in de London & North Eastern Railway (LNER). LNER gaf het verzet tegen de metro op in 1925 toen bleek dat ze geen geld had om haar lijnen te elektrificeren.        
Aan het begin van de jaren dertig kende het station dagelijks ongeveer 54 treinen tussen High Barnet en Finsbury Park waar voor King's Cross, Moorgate of Broad Street overgestapt kon worden.
In 1933 werd het OV in Londen genationaliseerd in het London Passenger Transport Board (LPTB), kortweg London Transport.  

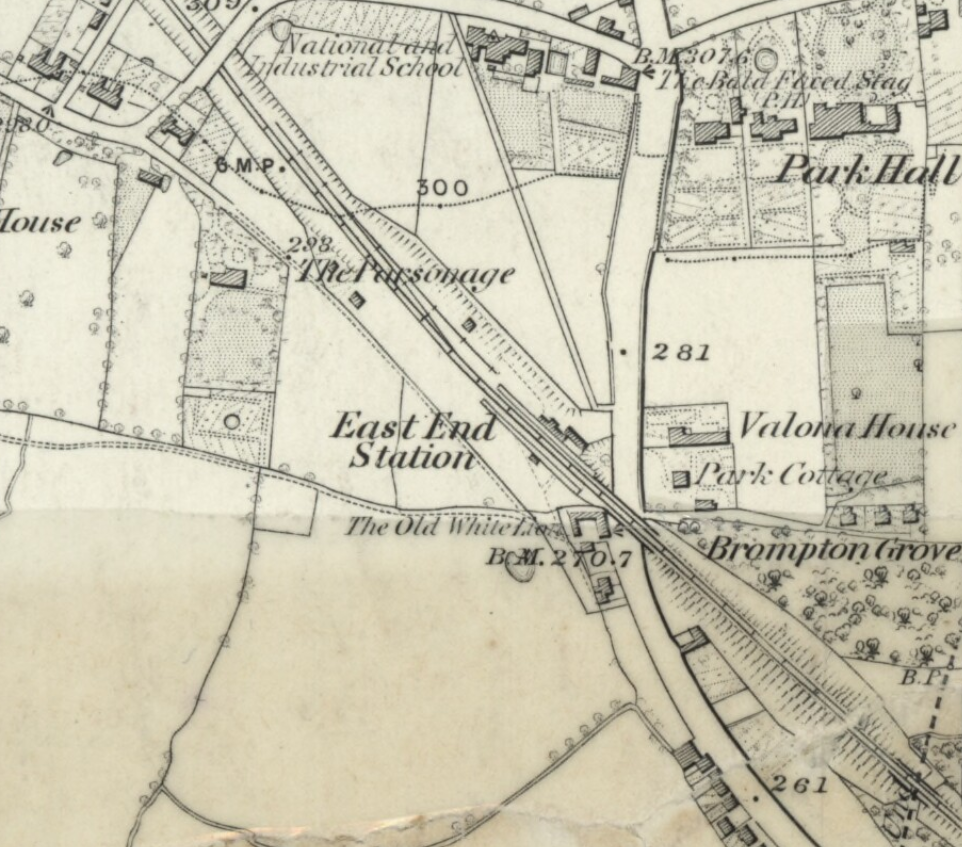
Station en omgeving in 1873
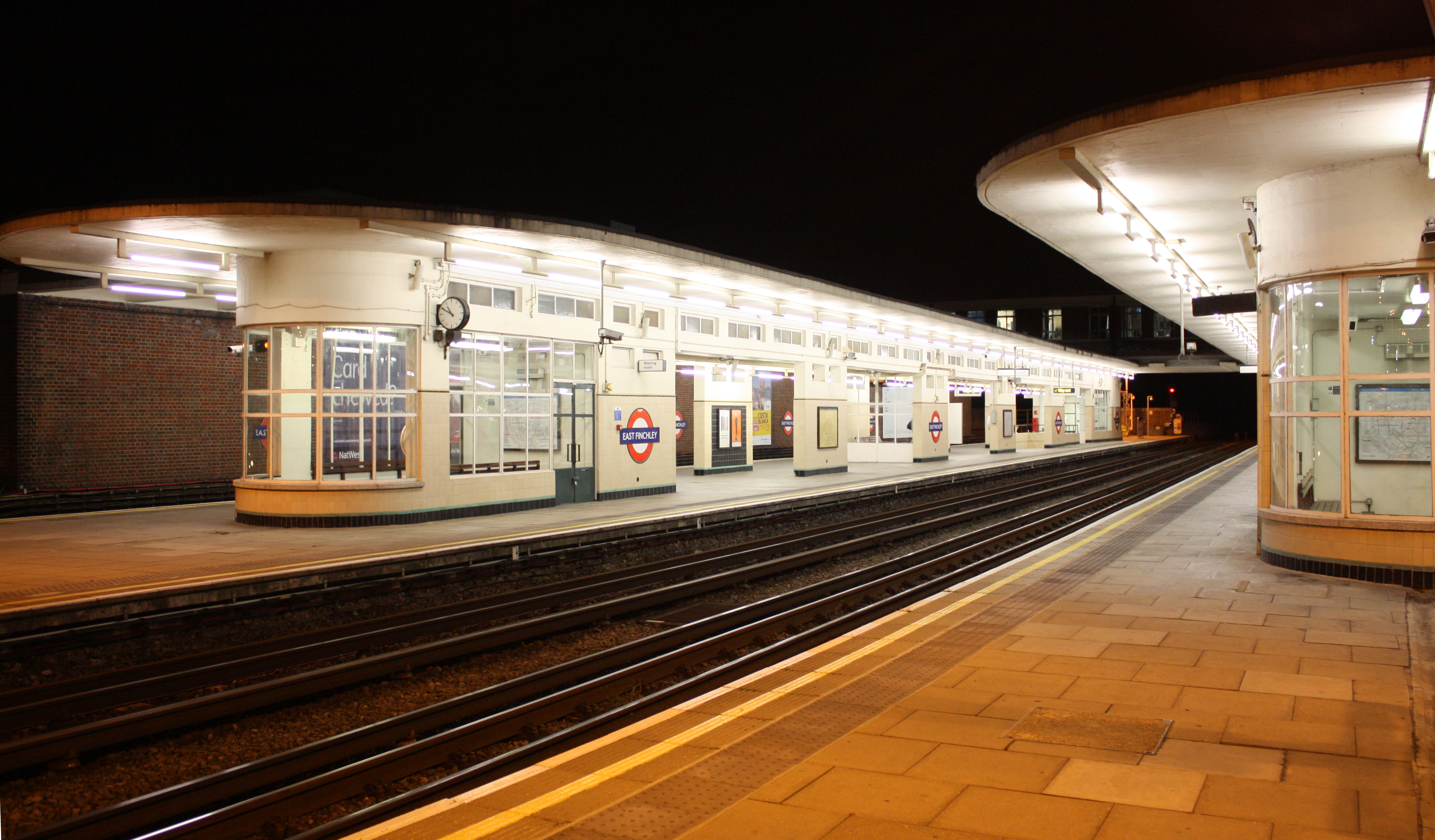
De perrons in de streamline stijl van het New Works Programme.
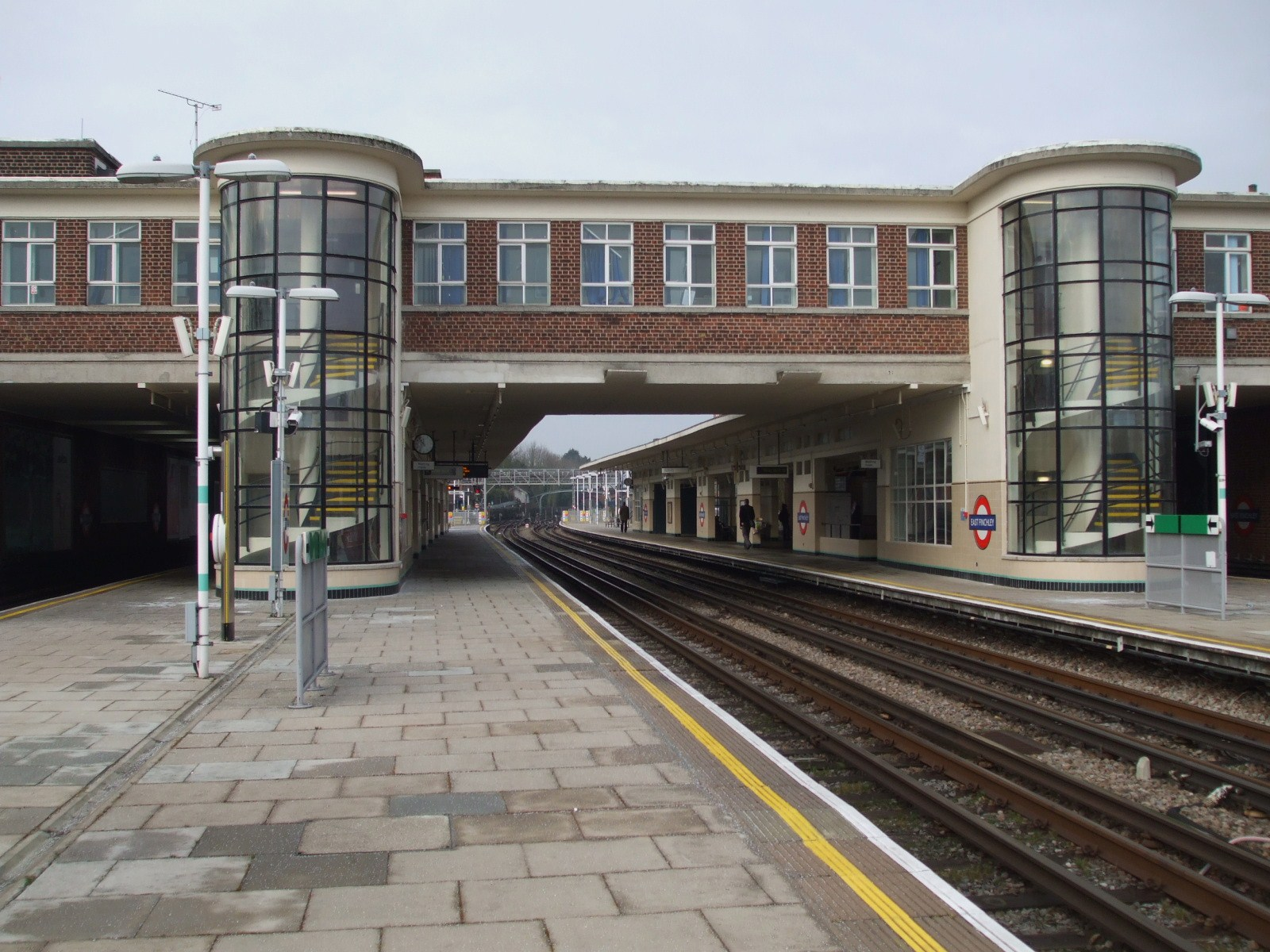
De zuidkant van de perrons, met duidelijk zichtbaar de trappenhuizen naar de kantoren boven het spoor.

### Northern Heights
London Transport kwam in 1935 met het New Works Programme waar het Northern Heights project onderdeel van was. Het project kwam er op neer dat London Transport de reizigersdiensten op de EH&LR zou overnemen van de LNER door de lijn te elektrificeren en integreren in de metro. Om de lijn met het bestaande metronet te verbinden werd tussen East Finchley en Highgate een tunnel geboord en zou bij Finsbury Park alsnog een bovengrondse aansluiting op de Northern City Line komen. De start van de werkzaamheden was in 1937 aanleiding om de hele lijn Northern Line te noemen als verwijzing naar de Northern Heights die door de lijn op de metro werden aangesloten. 
De komst van de metro betekende de sloop van het stationsgebouw uit 1867 en de complete verbouwing van het emplacement. De nieuwe indeling was bedoeld om een overstap op hetzelfde perron mogelijk te maken tussen de bovengrondse diensten via Finsbury Park en de ondergrondse via Camden Town. Hiertoe werden twee eilandperrons gebouwd waarvan de buitenste sporen aansluiten op de nieuwe tunnel en de binnenste door de bestaande diensten op de EH&LR werden gebruikt.
De metro bereikte East Finchley op 3 juli 1939 en sinds 14 april 1940 rijdt de Northern Line door ten noorden van East Finchley van en naar High Barnet. Het uitbreken van de Tweede Wereldoorlog betekende dat daarna alleen het deel tot Mill Hill East, in verband met de naastgelegen Inglis kazerne, werd afgebouwd. De stoomdiensten van LNER werden op 2 maart 1941 gestaakt al bleef het goederenverkeer nog tot 1962 tussen de metrodiensten rijden. Op 18 mei 1941 ging de metrodienst naar Mill Hill East van start. 

## Wederopbouw
Na de oorlog werd het Northern Heights project aangepast maar tot uitvoering kwam het niet meer. Onderhoudswerken en herstel van oorlogsschade aan het bestaande netwerk legden een groot beslag op de middelen van London Transport. Bovendien werd voorrang gegeven aan de verlengingen van de Central Line. Hoewel het Northern Heights project nog tot 1950 op de kaarten was ingetekend zijn de werkzaamheden nooit hervat. 
British Railways, de opvolger van de LNER, zette de goederendiensten op de lijn voort tot 1 oktober 1962. 

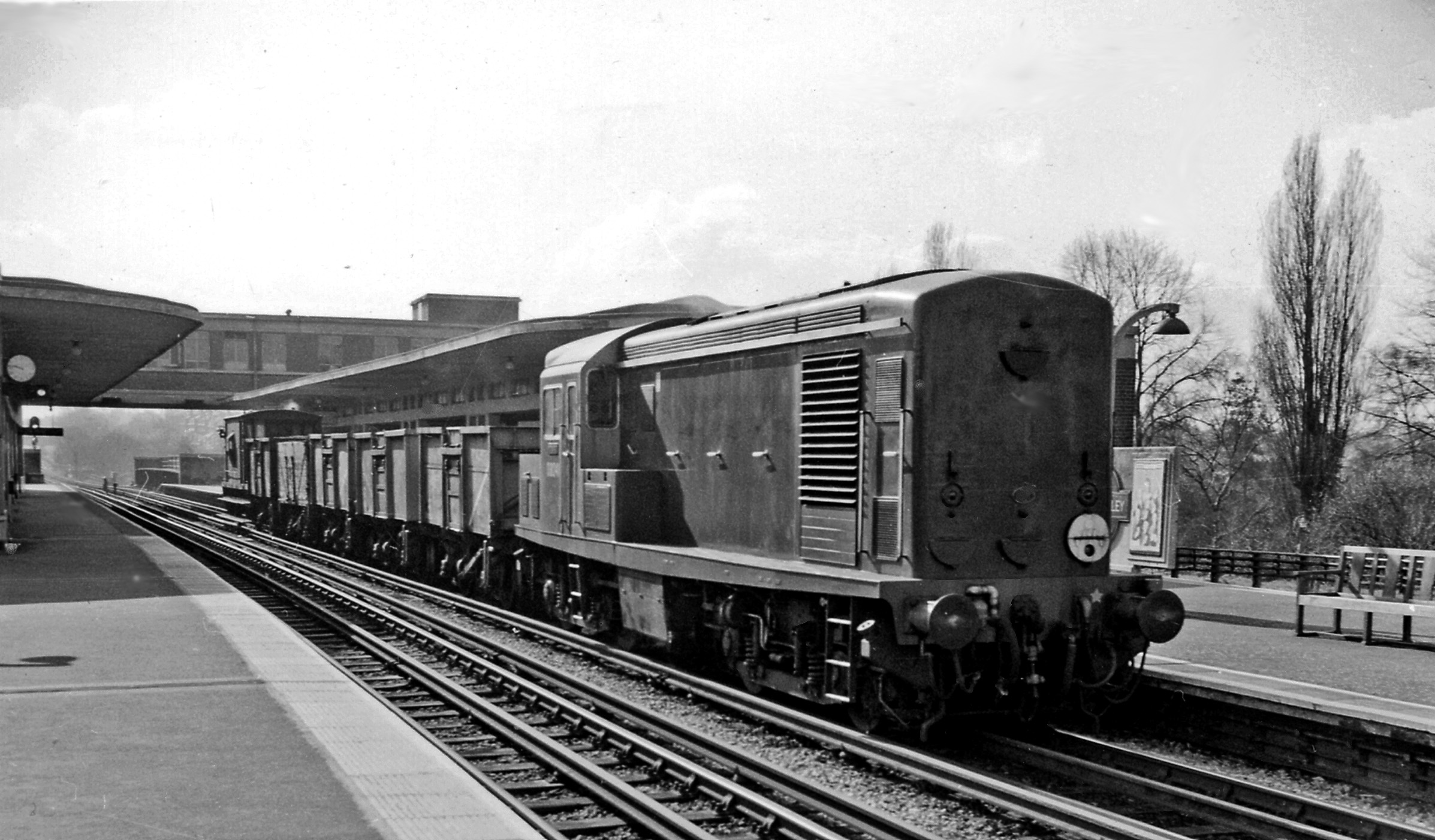
Een goederentrein passeert het station op 6 april 1962.
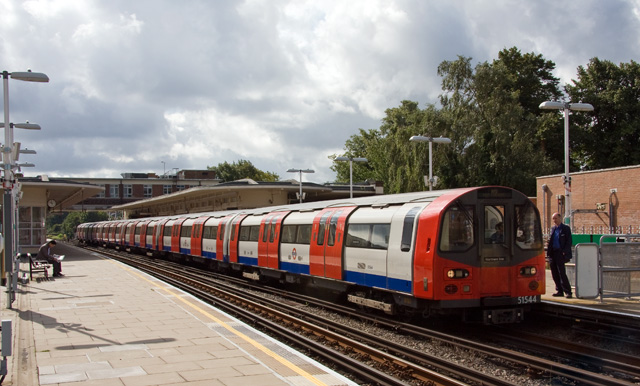
Een metrostel op hetzelfde spoor op 17 augustus 2008
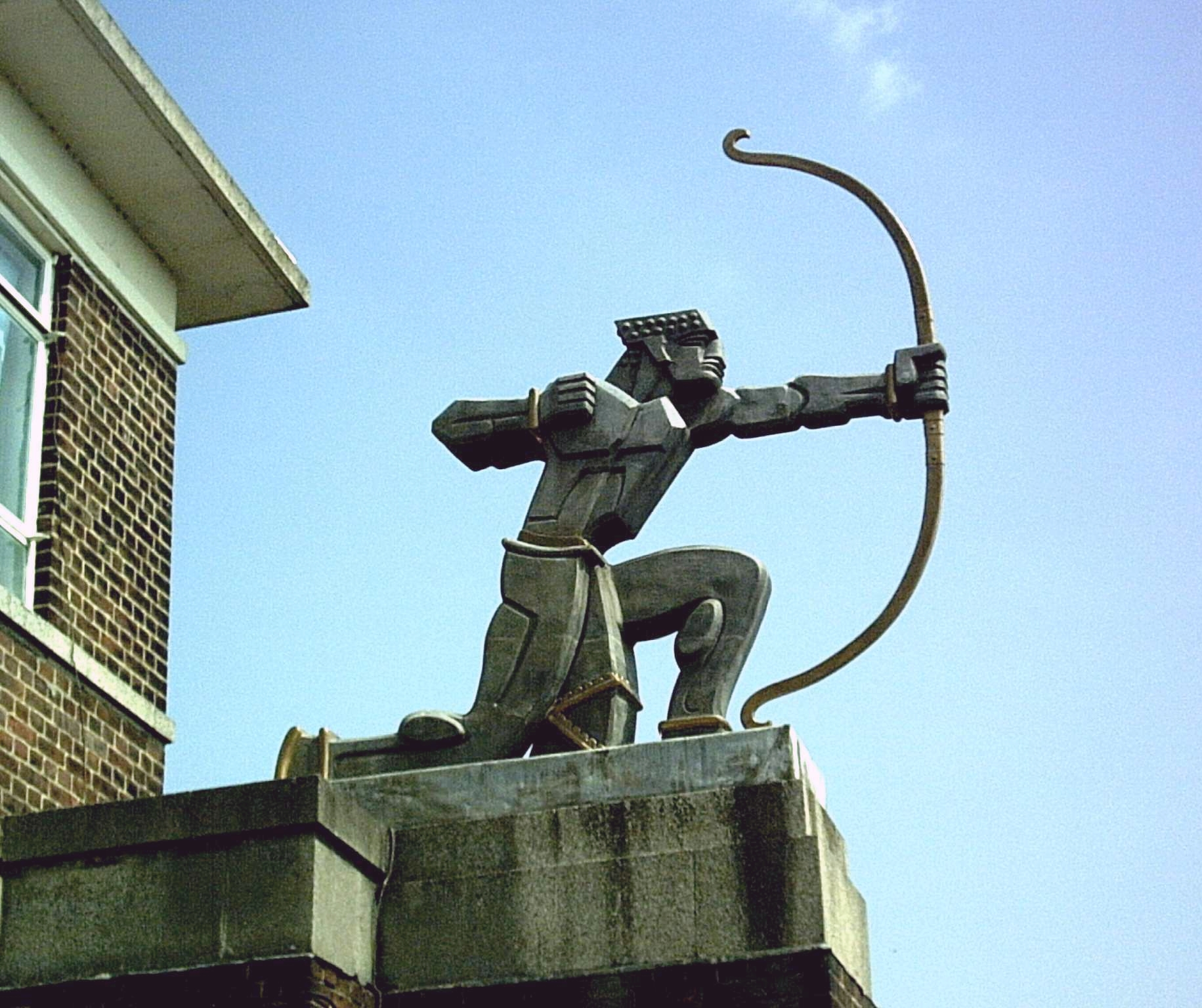
Het beeld van de boogschutter.

## Ligging en inrichting
Het station uit het interbellum werd in de Art Deco/Streamline Moderne stijl ontworpen door Charles Holden en L.H. Bucknell. Net als Holden's andere ontwerpen voor de Underground in de jaren dertig, werd het station East Finchley geïnspireerd door de Europese architectuur, met name de Nederlandse, die Holden in dat decennium tijdens reizen door het Europese vaste land had gezien. De sporen lopen hier ruwweg van noordwest naar zuidoost. Het imposante stationsgebouw ligt tegen het talud aan de westkant van de spoorbrug over de High Road (A1000) en kent drie toegangen. De twee toegangen bij de stationshal liggen aan de noordkant aan een pleintje naast High Road en de derde, kleine ingang, bevindt zich aan de zuidkant.. Onder de sporen loopt een reizigerstunnel tussen de noordelijke en zuidelijke toegangen die met vaste trappen verbonden is met de perrons. 
Haaks op de sporen ligt boven de perrons een kantoorgebouw voor metropersoneel dat via de kenmerkende glazen trappenhuizen aan de zuidkant toegankelijk is. Naast het stationsgebouw staat op het bruggenhoofd het 3 meter hoge standbeeld The Archer van de hand van Eric Aumonier. De knielende boogschutter is afgebeeld alsof hij net een pijl heeft afgeschoten. De boogschutter is bedoeld als herinnering aan Finchley's oude relatie met de jacht in het nabijgelegen Royal Forest of Enfield. Het station is in 1987 op de monumentenlijst geplaatst. 

## Reizigersdienst
De metro's rijden tussen 5:40 uur en 1:01 uur in noordelijke richting en tussen 5:34 uur en 00:12 uur in zuidelijke richting. Afhankelijk van de drukte varieert de frequentie van elke 3 tot elke 7 minuten. De buitenste sporen worden gebruikt voor doorgaande diensten van en naar het centrum. Metro's naar en uit het noorden die hier beginnen respectievelijk eindigen gebruiken de binnenste sporen die ten zuiden van het station uitkomen bij het depot Highgate Wood.

## Fotoarchief
- London Transport Museum Photographic Archive
  - Het oorspronkelijke station in 1935 voor de sloop
  - De noordelijke ingang in 1942
  - De zuidelijke ingang in 1942
  - De kantoorbrug in 1942 gezien vanaf het perron
  - De beeldhouwer Eric Aumonier in 1940 aan het werk aan het beeld
- Tupman, David, Ship Shape Tube. The Archer. Gearchiveerd op 26 July 2003.
- The Archer statue in Aumonier's workshop. ribapix.com. Royal Institute of British Architects. Gearchiveerd op 21 July 2011.